# Frank Hasenberg
Frank Hasenberg (* 1964 in Wetter (Ruhr)) ist ein deutscher Kommunalbeamter (SPD) und hauptamtlicher Bürgermeister der Stadt Wetter im Ennepe-Ruhr-Kreis.

## Leben
Hasenberg wuchs in Esborn auf. Nach der Grundschule besuchte er die Otto-Schott-Realschule und machte 1983 am Schillergymnasium in Witten sein Abitur. Danach machte er eine Ausbildung zum Bankkaufmann und arbeitete in diesem Beruf 18 Jahre lang bei der Commerzbank in Düsseldorf.
Frank Hasenberg wurde am 11. November 2007 zum Bürgermeister seiner Heimatstadt gewählt. Am 22. September 2013 erfolgte seine Wiederwahl mit 64,7 % der abgegebenen Stimmen. 2020 gewann er die Stichwahl zum Bürgermeisteramt mit 59,67 %. Er ist Mitglied des Rates seit 2004, Verwaltungsratsvorsitzender Stadtbetrieb, Verwaltungsratsvorsitzender Stadtsparkasse Wetter und Kuratoriumsvorsitzender der Stiftungen der Sparkasse.
Hasenberg ist seit 1995 verheiratet und hat zwei Töchter.